# 田中正平
田中 正平（たなか しょうへい、1862年6月12日（文久2年5月15日） - 1945年（昭和20年）10月16日）は、純正調オルガンを発明した日本の音響学・物理学者、鉄道技師。

## 略歴
淡路国三原郡八幡村（町村制後：賀集村、現：兵庫県南あわじ市賀集八幡）に生まれ、1882年（明治15年）に21歳の最年少で東京大学理学部物理学科を首席で卒業。
1884年（明治17年）8月、文部省代表として森鷗外などと共にドイツベルリン大学へ留学。ヘルマン・フォン・ヘルムホルツの下で音響学と電磁気学について研究する。
1889年（明治22年）に純正調のリード・オルガンを製作し、翌1890年（明治23年）にはドイツ皇帝ヴィルヘルム2世の前でも演奏を行った。この純正調オルガンはハンス・フォン・ビューローにより「エンハルモニウム」と命名される（しかし純正調研究について西欧の音楽事典等では田中より早いボーサンケによる研究の方が有名である《Generalized keyboard（英語版）参照》）。1892年（明治25年）には、ヨーゼフ・ヨアヒム、ヴィルヘルム2世、明治天皇や日本、ドイツ両国の文部省資金援助などの支援により純正調パイプ・オルガンを完成させた。またこの間、1890年（明治23年）には「純正律の研究」によりドイツからドクトルの学位を、1891年（明治24年）には日本から理学博士の学位を与えられる。1899年（明治32年）に帰国。
1901年には、日本で最初にガスマントル（白熱ガス灯）の特許申請を行なった。日本鉄道会社（現・JR）に入社し、鉄道試験所の所長になる。
同年、美音会を組織し、邦楽演奏会などを多年に渡り開き続け、約3,000曲の邦楽曲を採譜する。
同年にはさらに日本鉄道の汽車課長にも就任した。その後、1907年（明治40年）に鉄道調査所（現・鉄道総合技術研究所）の技師に就任。1911年（明治44年）には所長に昇進した。所長時代に田中が中心となって開発した新型の連動装置は、当時としては画期的な設計で、明治末期の鉄道技術界の話題をさらったといわれている。
退官後は田中電機研究所を設立、鉄道用信号装置などの多くを発明しつつも、前述の美音会など音楽振興に尽くし、当時の社団法人日本音楽協会理事長、文部省国民精神文化研究員所員としても嘱託された。1940年（昭和15年）には論文「日本和声の基礎」を発表している。
1945年（昭和20年）10月16日、千葉県山武郡千代田村（現・芝山町）にて病没。

## 著作
- 『新式乗除速算表』田中電機研究所, 1928  doi:10.11501/1054541
- 『新考案乗除筆算法 : 能率増進』田中電機研究所, 1931 doi:10.11501/1211442
- 『日本和声の基礎』創元社, 1940 doi:10.11501/1265764

## 受賞
- 1938年 - 朝日文化賞

## 栄典
- 1910年（明治43年）12月26日 - 勲四等瑞宝章[4]

## エピソード
- 大隈重信は『早稲田清話』の中で、1901年（明治34年）伊藤博文がドイツでヴィルヘルム2世に謁見した際「貴国の田中正平は今如何して居るか」と問われ、田中のことを知らないため答えられず「田中は音楽の研究に於ては珍しい天才のある傑出した人物だが、それを知らぬのか」と続けて言われて赤面したというエピソードを語っている。
- 東京音楽学校のプリングスハイム教授が作曲した日本和声について、日本的でないという反論を行なったことがある。
- 妻は森鴎外の親戚[2]。

## 門人
- 伊藤完夫
- 北村季晴